# 塩化オキサリル
塩化オキサリル（えんかオキサリル, oxalyl chloride）は構造式 (COCl)2で表される化合物である。シュウ酸の2つのカルボン酸がカルボン酸塩化物となった構造を持つ、無色の液体である。有機合成化学においてよく用いられる。シュウ酸を五塩化リンで処理すると得られる。

## 有機化学への応用

### 酸塩化物の合成
有機合成化学では、カルボン酸を対応する酸塩化物へと変換する際によく用いられる。塩化チオニルと同様、塩酸などの揮発性の副生成物が発生する。
{\displaystyle {\rm {RCO_{2}H+(COCl)_{2}\longrightarrow RC(O)Cl+HCl+CO+CO_{2}}}}
塩化オキサリルは比較的マイルドで、より選択性のある試薬だと考えられている。触媒量のジメチルホルムアミドを添加することが多い。

### 芳香族化合物のアシル化
塩化アルミニウムの存在下で芳香族化合物と反応し、対応する酸塩化物を発生させる。この反応はフリーデル・クラフツ反応として知られている。続く加水分解により、対応するカルボン酸が生成する。

### ジエステルの合成
他の酸塩化物と同様、アルコールと反応するとエステルが生成する。
{\displaystyle {\rm {2RCH_{2}OH+(COCl)2\longrightarrow RCH_{2}OC(O)C(O)OCH_{2}R+2HCl}}}
この反応はピリジンのような塩基の存在下で行われることが多い。なおフェノールと反応するとフェニルオキサリルエステルを生成するが、この反応はサイリュームに応用されている。

### アルコールの酸化
塩化オキサリルとジメチルスルホキシド、トリエチルアミンを組み合わせると、アルコールを対応するアルデヒドやケトンへと酸化できる。この反応はスワーン酸化として知られている。

## 危険性
水と激しく反応し、塩化水素を発生する。